# Дука, Степан Харитонович
Дука Степан Харитонович (10 апреля 1907, Жёлтое, Российская империя — 23 июня 1960) — советский селекционер, лауреат Сталинской премии 1952 года, кавалер двух орденов Трудового Красного Знамени.

## Биография
Степан Дука окончил сельскохозяйственный техникум, в 1929 году — Уманский сельскохозяйственный институт, остался работать на кафедре генетики и селекции — ассистент профессора. М. Грюнера. В Харьковском институте прикладной ботаники защитил работу по выводу многолетней ржи, о чём одобрительно отозвался М. И. Вавилов. Работал в Уманском сельскохозяйственном институте доцентом и заведующим кафедрой генетики и селекции — 1934—1937 годы, по нему — доцент П. Л. Иванченко.
За исследования по селекции яблони, вишни и земляники ему присвоено звание кандидата сельскохозяйственных наук. Впоследствии работает в Киеве в Украинском институте садоводства.
Во время Второй мировой войны участвует в боях в Заполярье, освобождает Пушкинские Горы, награждён боевыми орденами и медалями.
После Великой Отечественной войны защитил докторскую диссертацию, в 1949—1960 годах — директор Украинского научно-исследовательского института садоводства.
Похоронен на Байковом кладбище.

## Научная деятельность
Является автором более 70 научных работ по генетике, селекции и садоводству, написал монографию по биологии и селекции садовой крупноплодной земляники.
Соавтор в выводе нескольких сортов земляники — «Киевская ранняя 2», «Юбилейная», «Украинка», черешни — «Любимая Дуки», «Красавица Киева», «Китаевская чёрная», вишни — «Уманская скороспелка». Его сорт яблони «Рубиновая Дука» используется (вместе с Л. С. Резниченко) и в по сей день.
Его именем в 1961 году названа одна из улиц Киева.
Среди опубликованных работ: «Семилетку по садоводству — за 5 лет», Госсельхозиздат СССР, 1959.

## Семья
Его дочь, Резниченко Людмила Степановна — селекционер, с коллективом авторов вывели сорта черешен «Людмила Дука», «Красавица Киева», «Китаевская чёрная», другие, абрикос. Вторая дочь — Светлана Степановна Дука, всю жизнь работала над выведением цветочных культур, вывела несколько сортов астр.